# دسیلیگنی (دهانه)
دسیلیگنی یک دهانه برخوردی در ماه‌ است.